# Follow me car
A Follow me car (magyar elnevezése: „felvezető autó”) a repülőtereken használt fekete-sárga kockás, villogóval ellátott autót jelenti. Főbb feladata, hogy az újonnan érkező légi járművet a megfelelő beszállókapuhoz vezesse. Ezen kívül minden használat előtt ellenőrzi a kifutópályák használtságát és tisztaságát. Egy repülőtéren nem feltétlenül van szükség ilyen autókra, de nagyobb repülőtereken a kiszolgálás színvonalát nagyban növeli. Néhány járműgyártó cég kínál direkt Follow Me car-nak gyártott járműveket. 